# Tas

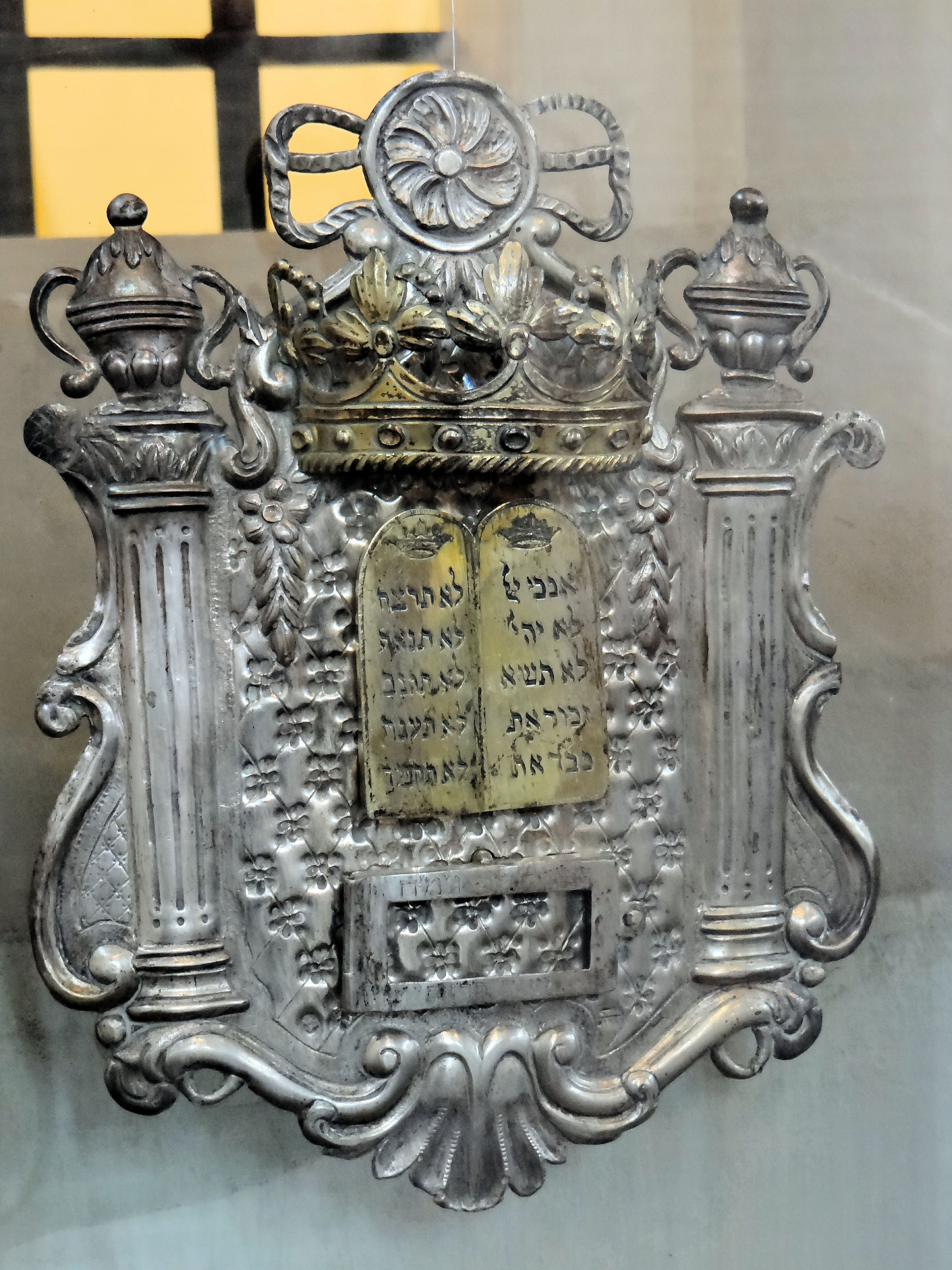
Tas przechowywany w Wielkiej Synagodze w Tykocinie

Tas, tasim (hebr. tarcza) – niewielkich rozmiarów metalowa, misternie zdobiona płytka, w kształcie tarczy, najczęściej platerowana złotem lub srebrem, którą zawiesza się na ubraną Torę. 